# Joel Dufter
Joel Dufter (18 maart 1995, Traunstein) is een voormalige Duitse langebaanschaatser die vooral uitblonk op de 1000 meter. Zijn oudere zus Roxanne Dufter schaatste eveneens op internationaal niveau. Dufter combineerde zijn schaatscarrière met een baan in het Duitse leger. 

## Persoonlijke records
| Afstand     | Tijd     | Datum            | Baan           |
| ----------- | -------- | ---------------- | -------------- |
| 500 meter   | 34,32    | 5 december 2021  | Salt Lake City |
| 1000 meter  | 1.06,80  | 9 maart 2019     | Salt Lake City |
| 1500 meter  | 1.47,52  | 10 februari 2019 | Inzell         |
| 3000 meter  | 3.57,33  | 17 oktober 2015  | Inzell         |
| 5000 meter  | 7.04,48  | 24 november 2013 | Berlijn        |
| 10000 meter | 15.30,95 | 30 december 2014 | Inzell         |

## Resultaten
| Jaar | EK Sprint            | WK Sprint              | WK Afstanden                      | Olympische Spelen  | Wereldbeker                  | WK Junioren                  |
| ---- | -------------------- | ---------------------- | --------------------------------- | ------------------ | ---------------------------- | ---------------------------- |
| 2013 |                      |                        |                                   |                    |                              | 19e 500m 24e 1000m 43e 1500m |
| 2014 |                      |                        |                                   |                    |                              | 7e 500m 4e 1000m 23e 1500m   |
| 2015 |                      |                        |                                   |                    | 50e 500m 45e 1500m           |                              |
| 2016 |                      |                        |                                   |                    | 70e 500m 42e 1000m 68e 1500m |                              |
| 2017 |                      | 17e (26e, 7e, 20e, 8e) | 17e 1000m                         |                    | 47e 500m 12e 1000m           |                              |
| 2018 |                      | DQ (20e, DQ, 22e, -)   |                                   | 29e 500m 14e 1000m | 34e 500m 18e 1000m 0p 1500m  |                              |
| 2019 | 7e (8e, 7e, 14e, 4e) | 11e (15e, 7e, 15e, 9e) | 11e 1000m 22e 1500m 4e teamsprint |                    | 32e 500m 7e 1000m            |                              |
| 2020 |                      | 8e · (12e, , 11e, 10e) |                                   |                    | 27e 500m 9e 1000m            |                              |
| 2021 | · (, 4e, 6e, )       |                        | 9e 500m 13e 1000m                 |                    | 20e 500m 6e 1000m            |                              |
| 2022 |                      |                        |                                   | 26e 500m 26e 1000m | 27e 500m 22e 1000m           |                              |

(#, #, #, #) = afstandspositie op sprinttoernooi (500m, 1000m, 500m, 1000m).